# Conus thachi
Espèce
Conus thachi est une espèce de mollusques gastéropodes marins de la famille des Conidae.
Comme toutes les espèces du genre Conus, ces escargots sont prédateurs et venimeux. Ils sont capables de « piquer » les humains et doivent donc être manipulés avec précaution, voire pas du tout.

## Taxonomie

### Publication originale
L'espèce Conus thachi a été décrite pour la première fois en 2020 par le malacologiste autrichien Franz Huber,.